# Pinus albicaulis
Asgrijze den (Pinus albicaulis) is een soort uit de dennenfamilie (Pinaceae).

## Naam
De Nederlandse triviale naam 'asgrijze den' verwijst naar de witgrijzige kleur van de schors van de soort; deze kleur doet denken aan de kleurtinten van as. Door de soms 'kruipend' naar beneden gekruld groeiende takken (door krummholz) wordt asgrijze den in het Engels weleens creeping pine genoemd, wat verwarring kan oproepen doordat ook bergden, Siberische dwergden en Microcachrys tetragona weleens creeping pine genoemd worden. Andere Engelse triviale namen zijn whitebark pine, white pine, pitch pine en scrub pine.

## Determinatie

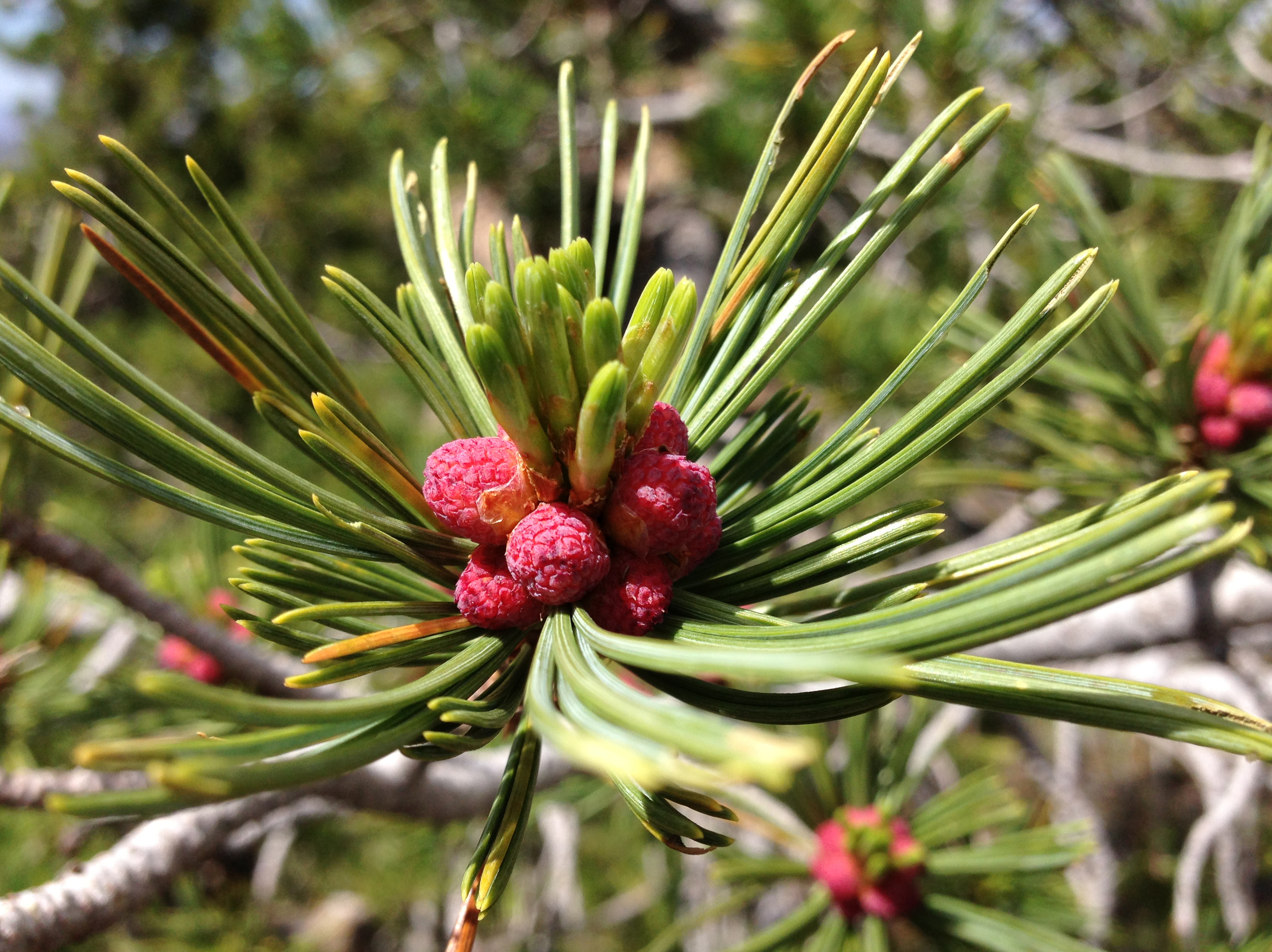
Mannelijke kegelvruchten.

Asgrijze den is een traaggroeiende, groenblijvende naaldboom of een (door krummholz) kreupele naaldstruik waarbij de stam zelfs terug richting de grond kan groeien. De soort kan een hoogte bereiken tot ± 21 m en een stamdiameter van 1,5 m. De schors heeft een grijswitte kleur en wordt bij oude bomen dikker met smalle, bruine, gespleten fragmenten. De naalden zijn 3–7 cm lang. Zoals bij alle soft pines, groeien de naalden in bundels van vijf. Mannelijke kegelvruchten zijn scharlakenrood en hebben een lengte van 10–15 cm. Vrouwelijke kegels of zaadkegels bereiken een lengte van 4–8 cm en blijven aan de boom hangen; zij openen niet uit zichzelf. Vers gezaagd hout van asgrijze den heeft een zoete geur.

### Gelijkende taxa
Zoals andere zogenaamde 'witte dennen' heeft asgrijze den bundels van vijf groenblijvende naalden. Hierin verschilt de soort onder meer van de in haar omgeving voorkomende draaiden (met twee naalden per bundel), gele den en Pinus jeffreyi (met drie naalden per bundel).
Het onderscheid tussen asgrijze den en buigzame den is veel moeilijker. Asgrijze den heeft kegels van 4–8 cm lang, die initieel donkerpaars zijn en niet opengaan wanneer ze drogen. De schubben breken evenwel snel wanneer grijze notenkrakers ermee aan de slag gaan (die voor de zaadverspreiding van de soort zorgen). Mannelijke kegelvruchten zijn scharlakenrood. Buigzame den heeft daarentegen kegels die 6–12 cm lang worden en die eerst groen zijn; de kegels openen om de zaden vrij te geven; de schubben zijn niet gemakkelijk te breken. De mannelijke kegelvruchten zijn hier geel.
Het verschil tussen asgrijze den en Amerikaanse witte den kan, wanneer men niet over kegels beschikt, ook onduidelijk zijn. Amerikaanse witte den heeft nochtans helderwit geboorde naalden, terwijl asgrijze den dat niet heeft. De naalden van asgrijze den zijn bovendien iets korter.

## Verspreiding
Het natuurlijke verspreidingsgebied van asgrijze den strekt zich uit over de bergachtige gebieden van de Canadese provincies Brits-Columbia en Alberta alsmede de Amerikaanse staten Washington, Oregon, Idaho, Montana en Californië. Asgrijze den komt voor op dunne, koude en rotsachtige bodems onder of op de boomgrens, op hoogtes tussen 1300 en 3700 meter boven het zeeniveau, meer bepaald in de Sierra Nevada, Cascade Range, Pacific Coast Ranges en de noordelijke Rocky Mountains.

## Fotogalerij

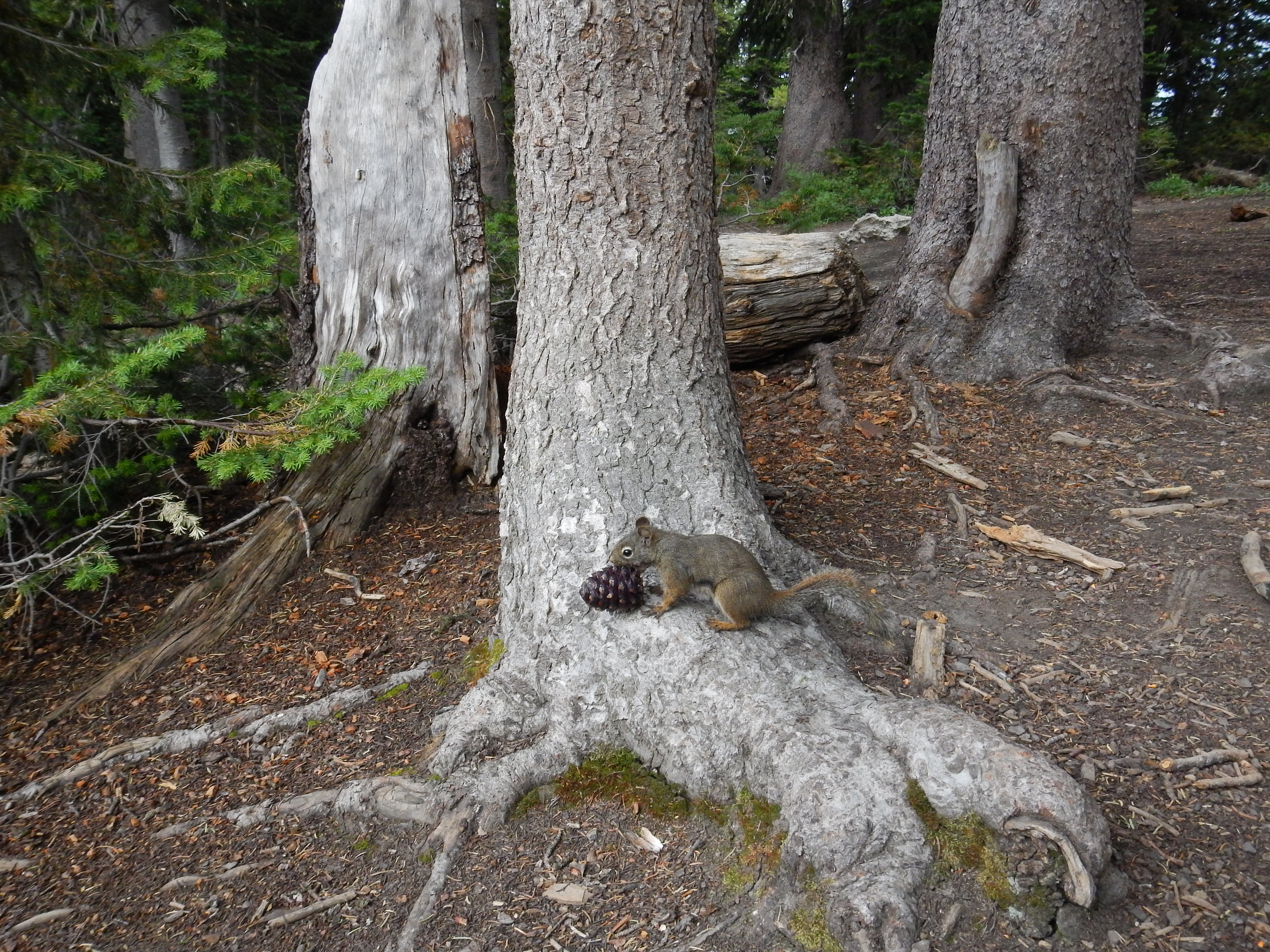
Een boomvoet met een eekhoorn erop.
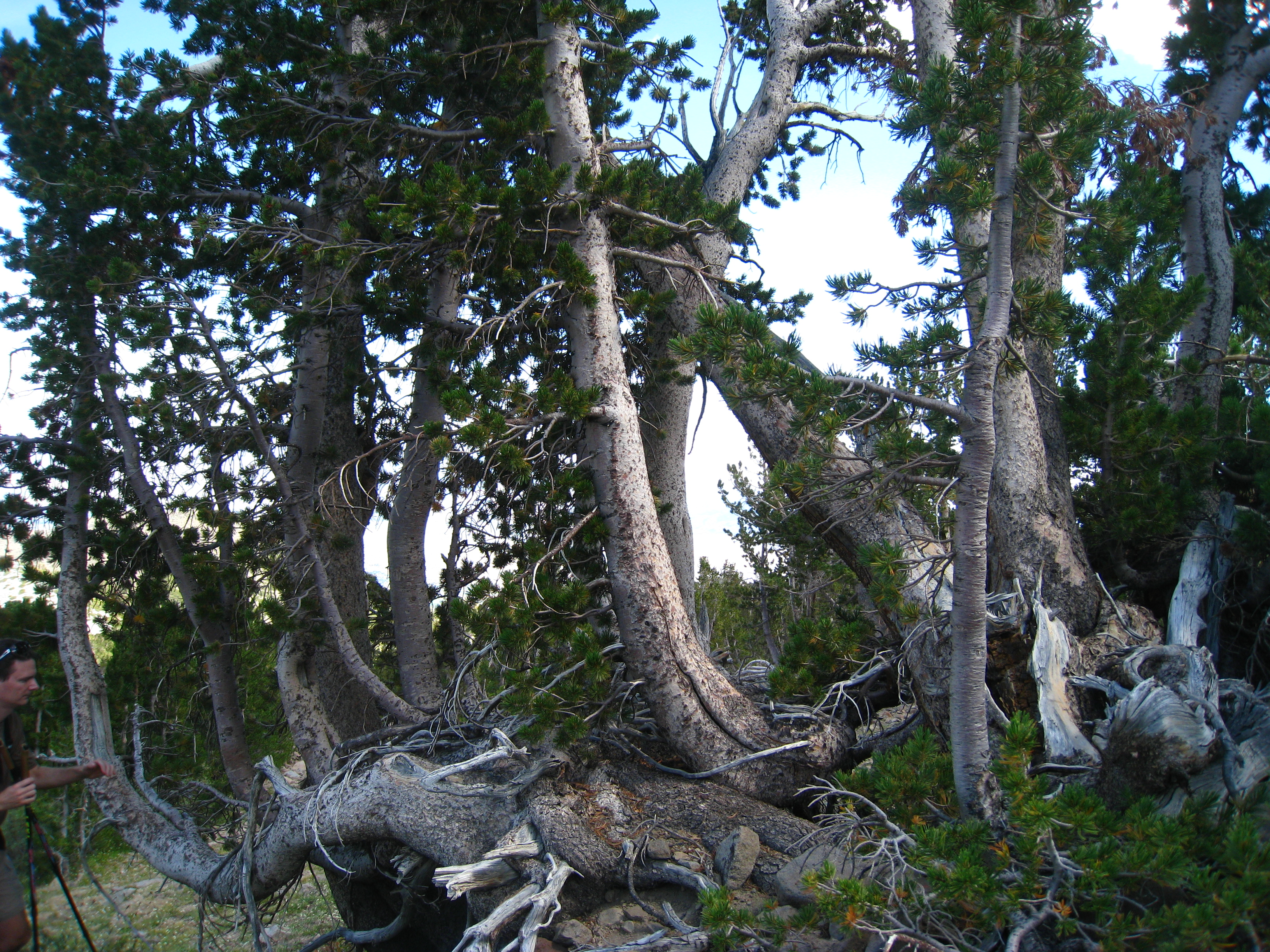
Exemplaren met 'kruipende' boomstammen (krummholz).
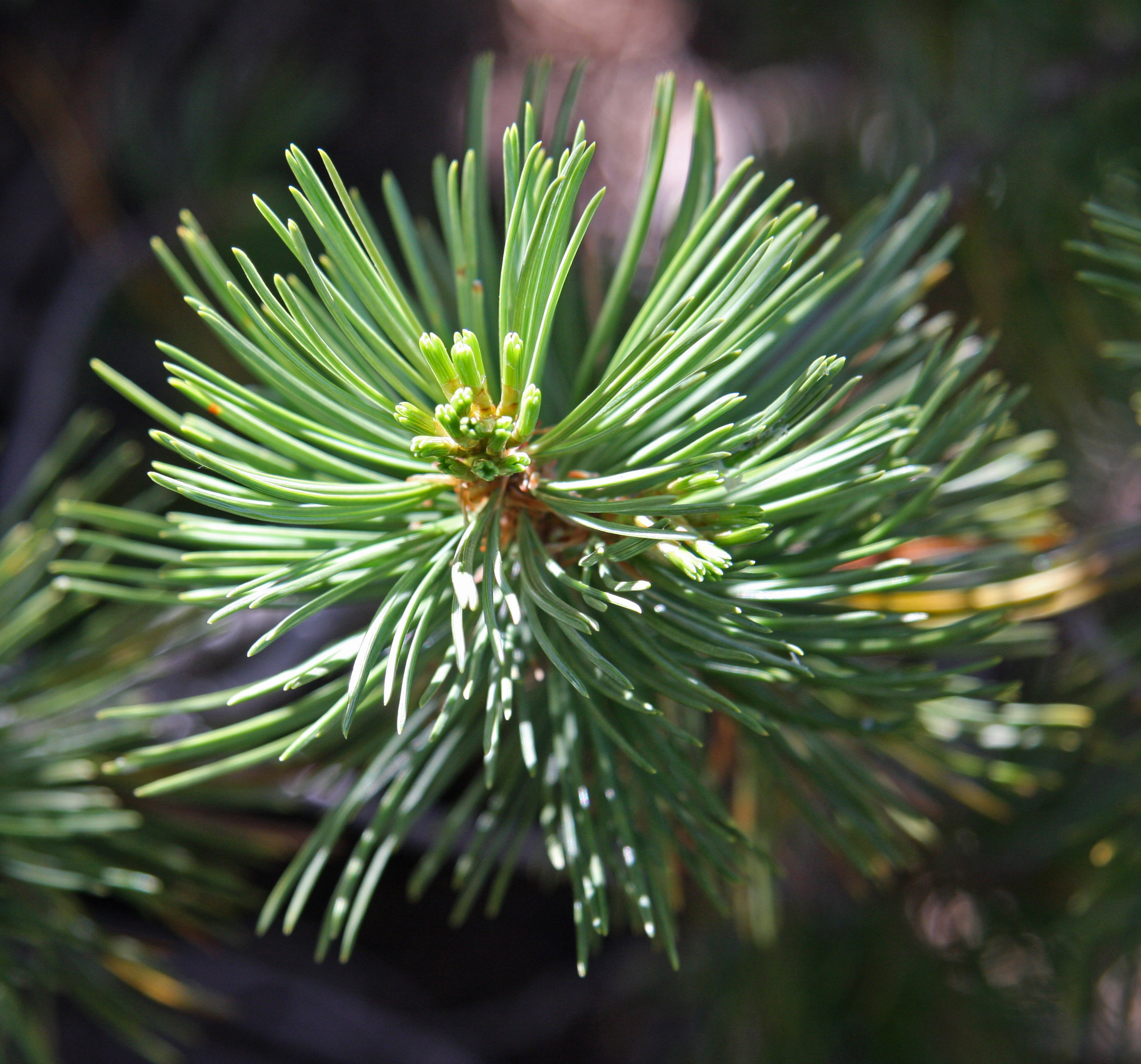
Close-up van een twijg met jonge naalden.

... · 
P. albicaulis (asgrijze den) · 
P. aristata (stoppelden) · 
P. balfouriana (vossenstaartden) · 
P. brutia (Turkse den) · 
P. canariensis (Canarische den) · 
P. cembra (alpenden) · 
P. contorta (draaiden) · 
P. densiflora (Japanse rode den) · 
P. halepensis (aleppoden) · 
P. heldreichii (Bosnische den) · 
Pinus hwangshanensis · 
P. jeffreyi (jeffreyden) · 
P. koraiensis (Koreaanse den) · 
P. lambertiana (suikerden) · 
P. longaeva (langlevende den) · 
P. monophylla · 
P. monticola (Amerikaanse witte den) · 
P. mugo (bergden) · 
P. muricata (bishopden) · 
P. nigra (zwarte den) · 
P. nigra subsp. laricio (Corsicaanse den)  · 
P. nigra subsp. nigra (Oostenrijkse den) · 
P. palustris (moerasden) · 
P. parviflora (Japanse witte den) · 
P. peuce (Macedonische den) · 
P. pinaster (zeeden) · 
P. pinea (parasolden) · 
P. ponderosa (gele den) · 
P. pumila (Siberische dwergden) · 
P. radiata (montereyden) · 
P. strobus (weymouthden) · 
P. sibirica (Siberische den) · 
P. sylvestris (grove den) · 
P. thunbergii (Japanse zwarte den) · 
P. wallichiana (tranenden) · 
...
1. ↑  (en) Asgrijze den op de IUCN Red List of Threatened Species.